# Света Богородица Дексия (Бер)
Вижте пояснителната страница за други значения на Света Богородица Дексия.
„Света Богородица Дексия“ (на гръцки: Παναγιά Δέξια) е средновековна православна църква в южномакедонския град Бер (Верия), Егейска Македония, Гърция. Храмът е част от енория „Свети Георги“.

## История
Църквата е издигната в XIV век. В края на ΧVIII или началото на ΧIΧ век храмът е частично разрушен и разширен като трикорабна базилика. От оригиналния храм е запазена единствено част от олтара, където са запазени и оригинални стенописи от XIV век. Царските икони на иконостаса, както и иконите на Света Богородица и Исус Христос също датират от византийския период.